# 永田武
永田武（ながた たけし）是一位日本地球科學家，開闢了岩石磁學領域。永田率領日本探險隊進行南極考察。

## 生平
永田武出生於愛知縣岡崎市。永田武在東京市立第一中學、舊第一高中、東京帝國大學畢業後，在東京大學地震研究所工作，之後成為東京大學教授。第二次世界大戰疎開期間，他住在挙母町（現為豐田市宮町）的浄覺寺。
第二次世界大戰結束後，他擔任國際地球觀測特別委員會主席和南極區域觀測特別委員會主席，並在1955年日本決定參與南極研究時，建立了國內支持體系，並表示有意參與南極研究中發揮了主導作用。
1956年至1957年，他作為領導者參加了第一次南極地區探險，並在哈拉爾王子海岸的東翁古爾島指導了“昭和基地”的建設，該地區被認為是「無法到達的地區」。此外，永田武不顧文部科學省的指示，根據現場判斷組建了以西堀榮三郎副隊長為首的越冬隊。因此，他的名字與西堀榮三郎一起被人們所熟知。
永田武的強有力的領導不僅對其他參與南極研究的人產生了很大的影響，而且帶動了以地球物理學為中心的科學技術研究，永田的專業領域，特別是對極光的研究做出了巨大的貢獻。
1951年，永田武因「對岩石磁性的地磁研究」而獲得日本學士院獎。1966年獲得東麗科學技術獎，1974年獲得文化勳章，1987年獲得英國皇家天文學會金質獎章。
南極永田山以他來命名。